# 国民政府委員会

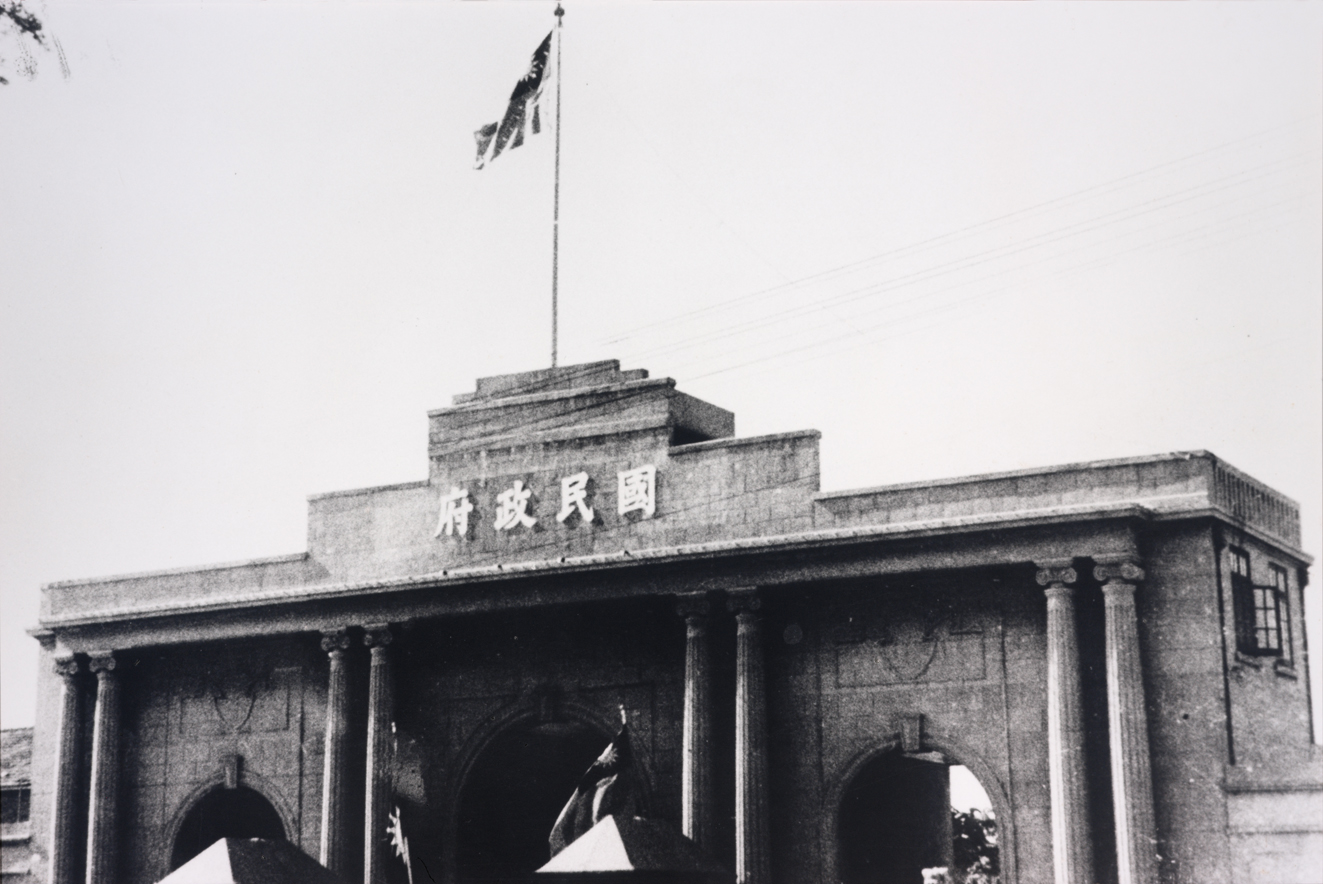
南京市の国民政府（現：南京中国近代史遺址博物館）正門

国民政府委員会（こくみんせいふいいんかい、繁: 國民政府委員會）は、中華民国国民政府の最高意思決定機関である。合議制が採用されており、国民政府主席が代表を務める。行政院・立法院・司法院・国民政府軍事委員会などの重要機構の人員を任命する権限を有していた。1925年（民国14年）7月1日の国民政府成立に伴って設置され、1948年（民国37年）5月20日の中華民国政府成立に伴って廃止された。

## 沿革
1925年（民国14年）7月1日に広州にあった中華民国陸海軍大元帥府大本営が改組されて国民政府が成立し、国民政府委員会が設置された。中国国民党中央執行委員会は汪兆銘・胡漢民・戴季陶・于右任・徐謙・張継・譚延闓・許崇智・林森・廖仲愷・伍朝枢・古応芬・朱培徳・孫科・程潜の16人を国民政府委員に任命した。そのうち汪兆銘、胡漢民、譚延闓、許崇智、林森の5人が常務委員を務め、汪兆銘は国民政府委員会主席（国民政府主席）に就任したが、この時点の国民政府主席は特権を有さない名誉職であった。国民政府は1927年（民国16年）3月に武漢へ移転し、引き続き国民政府委員会を最高意思決定機関とした。汪兆銘・譚延闓・于右任・程潜・孫科・李宗仁・徐謙・宋子文・李済深・朱培徳・唐生智・馮玉祥・陳友仁・顧孟余・譚平山・蔣介石・柏文蔚・孔庚・鈕永建・王法勤・何応欽・宋慶齢・呉玉章・黄紹竑・彭沢民・経亨頤・楊樹荘・陳調元の28人が国民政府委員、そのうち汪兆銘・譚延闓・孫科・徐謙・宋子文の5人が常務委員に就任し、主席職は廃止された。
上海クーデター（4月12日）後の4月18日、蔣介石は胡漢民・柏文蔚らと共に南京に新たな国民政府を樹立し、国民政府は武漢と南京の2つに分裂した（寧漢分裂）。南京国民政府の国民政府委員会では主席職が復活して胡漢民が就任し、常務委員は7人に増やされた。
8月19日、武漢国民政府は南京国民政府への合流を宣言し、政府機関を南京に移すことを決定した。9月に南京において国民政府委員の選出が行われ、常務委員には胡漢民・李烈鈞・蔡元培・汪兆銘・譚延闓が選出されたが、汪兆銘は就任の翌日に辞任した。
1928年（民国17年）2月に行われた国民党第2回中央執行委員会第4次全体会議にて、国民政府の再編に関する提案が可決され、国民政府委員の定数は12-16人、常務委員は5人と規定され、五院（行政院・立法院・司法院・考試院・監察院）の院長・副院長は委員会によって選出されることが規定された。同年10月には新たな「中華民国国民政府組織法」が施行され、国民政府は中華民国の最高指導機関と規定された。国民政府主席、五院の院長と副院長を含む国民政府委員が国民政府委員会を構成し、国務を処理すると規定され、この状態は1948年（民国37年）に国民政府が廃止されるまで続いた。改組当初の国民政府委員は蔣介石（国民政府主席）・譚延闓（行政院長）・馮玉祥（行政院副院長）・胡漢民（立法院長）・林森（立法院副院長）・王寵恵（司法院長）・張継（司法院副院長）、戴季陶（考試院長）・孫科（考試院副院長）・蔡元培（監察院長）・陳果夫（監察院副院長）・何応欽・李宗仁・楊樹荘・閻錫山・李済深・張学良の17人であった。

## 国民政府委員会の人員
以下は、1927年9月の寧漢合流から1948年5月の国民政府廃止までの期間の国民政府委員会の人員の一覧である。

### 1927年9月-1928年2月

#### 国民政府常務委員
- 1927年9月17日選出・9月20日就任：汪兆銘（1927年9月21日辞任）・胡漢民・李烈鈞・蔡元培・譚延闓
- 1928年1月3日選出：蔣介石・孫科・林森

#### 国民政府委員
- 1927年9月17日選出・9月20日就任：丁惟汾・于右任・孔庚（中国語版）（1927年9月21日辞任）・王法勤（中国語版）・王伯群・王寵恵・古応芬・白崇禧・田桐（中国語版）・伍朝枢・朱培徳・李宗仁・李済深・李烈鈞・汪兆銘（1927年9月21日辞任）・何応欽・宋子文・居正・林森・周震鱗・柏文蔚・胡漢民・陳調元・唐生智（1927年9月21日辞任）・孫科・張静江・張継・黄紹竑・許崇智・鈕永建・鄒魯・覃振・程潜・馮玉祥・楊樹荘・経亨頤（中国語版）・熊克武・鄧沢如（中国語版）・蔡元培・樊鍾秀・劉守中（中国語版）・蔣介石・蔣作賓・戴季陶・謝持（中国語版）・閻錫山・譚延闓
- 1927年9月27日選出：宋淵源
- 1927年12月9日選出：趙戴文・張之江

### 1928年2月-10月

#### 国民政府主席
- 1928年2月7日就任：譚延闓

#### 国民政府常務委員
- 1928年2月7日選出：譚延闓・蔡元培・張静江・李烈鈞・于右任

#### 国民政府委員
- 1928年2月7日選出：丁惟汾・于右任・王伯群・王法勤（中国語版）・王寵恵・孔祥熙・古応芬・白崇禧・白雲梯・田桐（中国語版）・伍朝枢・朱培徳・朱霽青・李宗仁・李烈鈞・李済深・汪兆銘・何香凝・何応欽・宋子文・宋淵源・林森・周震鱗・柏文蔚・胡漢民・陳調元・孫科・許崇智・張静江・張之江・張継・黄郛・黄紹竑・鈕永建・程潜・馮玉祥・楊樹荘・経亨頤（中国語版）・熊克武・鄧沢如（中国語版）・蔡元培・趙戴文・樊鍾秀・劉守中（中国語版）・蔣介石・蔣作賓・戴季陶・閻錫山・譚延闓
- 1928年2月22日選出：方振武・孫岳（1928年5月27日死去）・岳維峻
- 1928年3月8日選出：鹿鍾麟・商震・宋哲元・劉郁芬・楊虎城

### 1928年10月-1931年6月

#### 国民政府主席
- 1928年10月10日就任：蔣介石

#### 国民政府委員
- 1928年10月10日就任：蔣介石・譚延闓（1930年9月22日死去）・胡漢民（1931年3月2日辞任）・蔡元培・戴季陶・王寵恵・馮玉祥（1929年5月24日免職）・孫科・陳果夫・何応欽・李宗仁（1929年3月26日免職）・楊樹荘・閻錫山（1930年4月5日免職）・李済深（1929年3月26日免職）・林森・張学良
- 1928年10月18日選出：張継
- 1929年9月11日選出：趙戴文
- 1929年11月21日選出：朱培徳・唐生智（1929年12月9日免職）
- 1930年1月16日選出：宋子文
- 1930年11月18日選出：于右任
- 1930年12月18日選出：張作相・王樹翰
- 1931年3月3日選出：邵元沖

### 1931年6月-12月

#### 国民政府主席
- 1931年6月15日選任：蔣介石（1931年12月15日辞任）
- 1931年12月15日代理：林森

#### 国民政府委員
- 1931年6月15日選出：蔣介石（1931年12月15日辞任）・蔡元培・張静江・胡漢民・丁惟汾・于右任・張継・戴季陶・林森・張学良・朱培徳・楊樹荘・何応欽・宋子文・陳果夫・葉楚傖・邵力子・陳銘枢・王寵恵・邵元沖・劉蘆隠・韓復榘・劉峙・何成濬・劉湘・張作相・王樹翰・呉鉄城・張景恵・劉尚清・孔祥熙・王伯群・王正廷・馬福祥・劉瑞恒・竜雲・徐永昌・陳調元・何鍵・李済深（1931年12月15日免職）
- 1931年11月11日選出：施肇基・鈕永建

### 1931年12月-1943年9月

#### 国民政府主席
- 1932年1月1日就任：林森（1943年8月1日死去）
- 1943年8月1日代理：蔣介石

#### 国民政府委員
- 1931年12月28日選出：蔣介石（1937年3月25日辞任）・汪兆銘（1932年2月18日辞任）・胡漢民（1936年5月12日死去）・唐紹儀（1938年9月30日死去）・張静江・蔡元培（1940年3月5日死去）・蕭仏成（中国語版）（1939年5月31日死去）・鄧沢如（中国語版）（1934年12月19日死去）・謝持（1939年4月16日死去）・許崇智（1942年1月23日辞任）・王法勤（中国語版）（1941年5月28日辞任）・李烈鈞・鄒魯・邵元沖（1932年5月12日辞任）・陳果夫・葉楚傖・宋子文（1932年1月30日免職）・王伯群・方振武（1933年10月5日免職）・熊克武・閻錫山・馮玉祥・趙戴文・王樹翰・劉尚清（1941年10月27日辞任）・薛篤弼（1933年1月31日辞任）・柏文蔚・程潜（1936年1月15日辞任）・経亨頤（中国語版）（1938年9月21日死去）・孔祥熙（1933年10月29日免職）・オンクパト（1942年1月23日免職）・楊庶堪（1942年8月6日死去）・馬福祥（1932年8月19日死去）
- 1931年12月29日選出：劉守中（中国語版）（1941年10月23日死去）・楊樹荘（1934年1月10日死去）・王正廷（1937年1月20日辞任）
- 1932年2月18日選出：黄紹竑（1932年5月10日免職）
- 1932年5月13日選出：伍朝枢（1934年1月2日死去）、張継
- 1933年2月11日選出：周震鱗・徐紹楨（1936年9月13日死去）
- 1933年10月5日選出：黄復生（中国語版）・陳立夫（1938年3月4日辞任）
- 1933年11月3日選出：宋子文
- 1934年1月13日選出：パンチェン・ラマ9世（1937年12月1日死去）
- 1934年1月20日選出：鄧家彦（中国語版）
- 1934年1月27日選出：李文範
- 1934年12月27日選出：馬超俊
- 1936年1月15日選出：ユンデン・ワンチュク（1938.3.24逝世）
- 1936年9月16日選出：汪兆銘（1939年1月1日免職）、黄郛（1936年12月6日死去）
- 1937年1月20日選出：王寵恵（1938年4月25日死去）、馬相伯（1939年11月4日死去）
- 1937年3月25日選出：チャンキャ7世（中国語版）
- 1938年1月12日選出：陳済棠（1942年1月23日辞任）
- 1938年3月4日選出：馬麟
- 1938年10月4日選出：シャクトルジャップ
- 1939年2月17日選出：宋慶齢
- 1939年9月25日選出：胡毅生（中国語版）
- 1941年12月26日選出：鈕永建
- 1942年1月23日選出：劉哲・許崇灝・楽景濤（中国語版）
- 1942年4月6日選出：マスード・サブリ
- 1942年8月18日選出：焦易堂
- 1942年8月26日選出：喬義生
- 1943年3月24日選出：馮自由（中国語版）

### 1943年9月-1947年4月

#### 国民政府主席
- 1943年9月13日選出・10月10日就任：蔣介石

#### 国民政府委員
- 1943年9月13日選出：孔祥熙・孫科・葉楚傖（1946年2月15日死去）・居正・覃振・戴季陶・朱家驊・于右任・劉尚清（1947年2月20日死去）
- 1943年10月9日選出：張静江・鄒魯・馮玉祥・閻錫山・宋慶齢・張継・熊克武・柏文蔚・李烈鈞（1946年2月20日死去）・李文範・王伯群（1944.12.20逝世）・チャンキャ7世（中国語版）・馬麟（1945年1月26日死去）・シャクトルジャップ（1945年7月13日逝世）・胡毅生（中国語版）・鈕永建・劉哲・マスード・サブリ
- 1944年11月21日選出：宋子文、周鍾嶽
- 1945年1月16日選出：魏懐（中国語版）
- 1945年6月4日選出：翁文灝
- 1946年10月16日選出：陳其采、魏道明

### 1947年4月-1948年5月

#### 国民政府主席
- 1947年4月17日選出：蔣介石

#### 国民政府副主席
- 1947年4月17日選出：孫科

#### 国民政府委員
- 1947年4月18日選出：孫科・居正・于右任・戴季陶・張群・張継（1947年12月15日死去）・鄒魯・宋子文（1947年10月27日免職）・翁文灝・王寵恵・チャンキャ7世（中国語版）・邵力子・王世杰・蔣夢麟・鈕永建・呉忠信・陳布雷・曽琦、陳啓天（1947年5月19日免職）・余家菊（中国語版）・何魯之（中国語版）・伍憲子（中国語版）（1947年8月16日免職）・胡源汇（中国語版）・戢翼翘（中国語版）・莫徳恵、陳光甫・王雲五・鮑爾漢
- 1947年5月19日選出：常燕生（中国語版）（1947年7月26日死去）
- 1947年6月7日選任：徐傅霖（中国語版）
- 1947年10月27日選任：丁惟汾・黄紹竑・顔恵慶